# Bogusław Hrynkiewicz

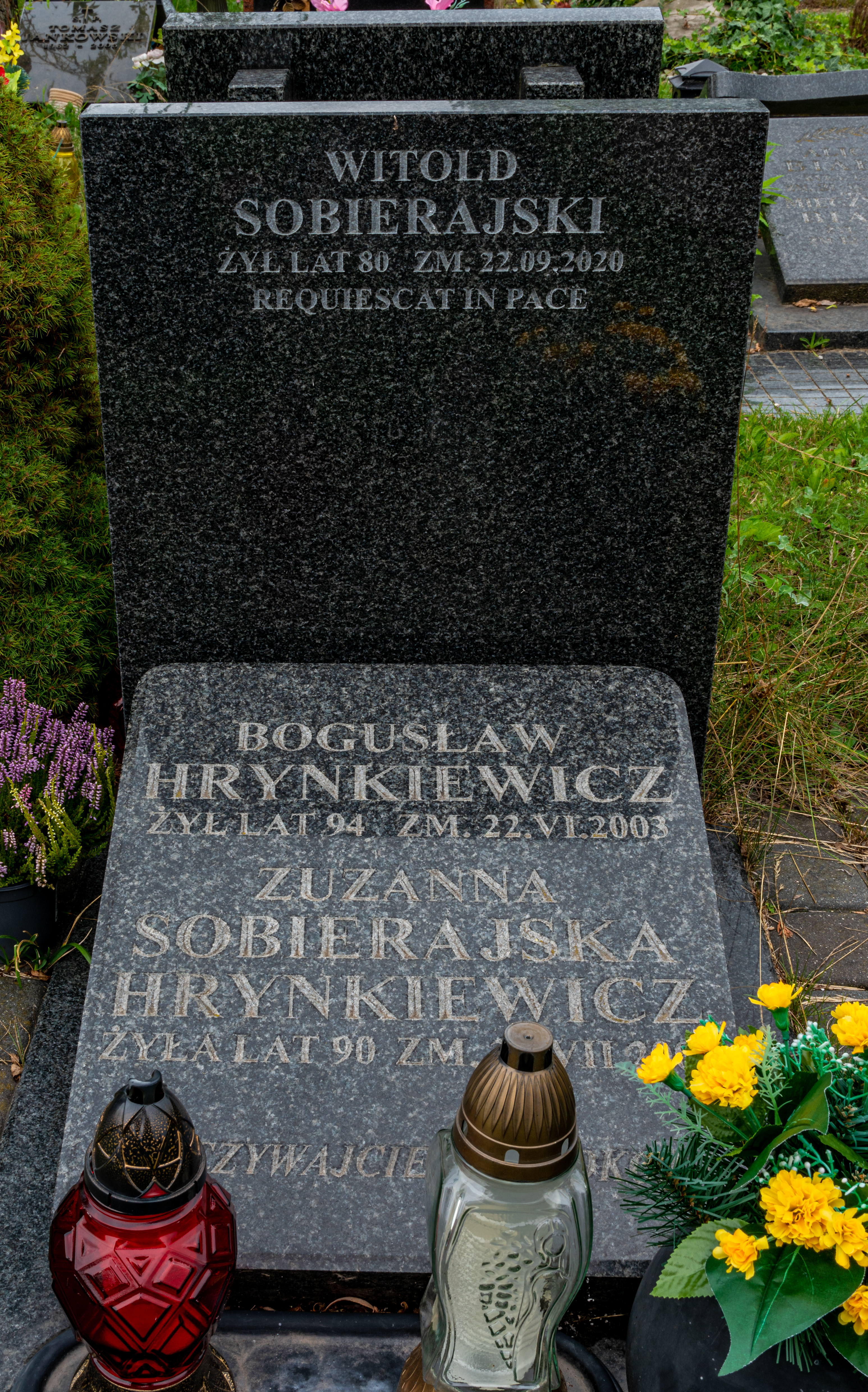
Grób Bogusława Hrynkiewicza na cmentarzu Komunalnym Północnym w Warszawie

Bogusław Hrynkiewicz ps. „Aleksander”, „Lux”, „Boguś” (ur. 12 września 1909 w Borkowie koło Łomży, zm. 22 czerwca 2003 w Warszawie) – polski działacz komunistyczny, agent NKWD i wywiadu sowieckiego.

## Życiorys
Podczas studiów prawniczych na Uniwersytecie Warszawskim związał się z ruchem komunistycznym; w 1929 wstąpił do Związku Młodzieży Komunistycznej (ZMK, od 1930 KZMP) i został sekretarzem dzielnicowym Międzynarodowej Organizacji Pomocy Rewolucjonistom (MOPR). Działał również w Organizacji Młodzieży Studenckiej „Życie”. W latach 1932–1933 był więziony za działalność komunistyczną. Jesienią 1939 przeniósł się do Wilna, a następnie do Białegostoku, gdzie pracował w Miejskim Wydziale Oświaty.
W lipcu 1940 (według innego źródła w maju) nawiązał współpracę z NKWD. Po wybuchu wojny niemiecko-sowieckiej w czerwcu 1941 próbował uciec w głąb ZSRR, jednak nie zdążył tego zrobić przed przejściem frontu i wrócił do Warszawy. W pierwszej połowie 1942 nawiązał kontakt z agentem wywiadu sowieckiego Arturem Ritterem-Jastrzębskim, a następnie z jego zwierzchnikiem Czesławem Skonieckim. Latem 1942 roku otrzymał zadanie przeniknięcia do struktur wybranej przez niego organizacji prawicowej. Hrynkiewicz zdecydował się przyłączyć do Ruchu „Miecz i Pług”.
Dążąc do rozbicia tej organizacji, oskarżył jej szefów – m.in. Anatola Słowikowskiego ps. „Andrzej Nieznany” i Zbigniewa Grada ps. „dr Zbyszek” – o współpracę z Gestapo, wskutek czego 18 września 1943 zostali oni zlikwidowani.
Gdy latem 1943 Skoniecki zerwał z nim kontakt, skontaktował się poprzez pracownika Sztabu Głównego Gwardii Ludowej Czesława Strzeleckiego z Marianem Spychalskim, który znał Hrynkiewicza jeszcze sprzed wojny. Jesienią 1943, za zgodą Spychalskiego, w celu rozszyfrowania antykomunistycznego odcinka pracy Armii Krajowej i Delegatury Rządu spotkał się ze współpracownikiem Abwehry Włodzimierzem Bondorowskim i oficerem gestapo Wolfgangiem Birknerem. Miał udawać przed Birknerem agenta gestapo i w związku z tym dostarczał mu przekazane przez Spychalskiego materiały, które z punktu widzenia PPR były mało istotne.
Wspólnie z Birknerem opracował plan przejęcia archiwum Delegatury Rządu i AK prowadzonego przez znanego osobiście Hrynkiewiczowi Wacława Kupeckiego ps. „Kruk” przy ul. Poznańskiej 37 w Warszawie. Archiwum to zostało przejęte 17 lutego 1944 przez Hrynkiewicza, dwóch żołnierzy Gwardii Ludowej – Wincentego Romanowskiego „Romana” i Jerzego Wiechockiego „Stefana” oraz osobę, będącą prawdopodobnie gestapowcem. Według relacji Wacława Iwaszkiewicza, podczas akcji zatrzymano kilka innych osób. Hrynkiewicz zebrał dokumenty z archiwum Wydziału Bezpieczeństwa Departamentu Spraw Wewnętrznych Delegatury Rządu. Hrynkiewicz przekazał zdobyte dokumenty Marianowi Spychalskiemu.
Od wiosny 1944 ponownie działał na rzecz wywiadu sowieckiego. W styczniu 1945 został ciężko ranny i musiano mu amputować lewą nogę. Leczył się w Pierwszym Komunistycznym Szpitalu Wojskowym w Moskwie. Do Polski wrócił na początku wrześniu 1945. 7 stycznia 1946 został aresztowany przez NKWD pod zarzutem współpracy z gestapo. 30 października 1946 został skazany na 5 lat więzienia. W październiku 1948, na polecenie Bolesława Bieruta, został przeniesiony do więzienia w Polsce. Tam Hrynkiewiczem zainteresowało się Ministerstwo Bezpieczeństwa Publicznego. W Polsce został oskarżony o zdradę i prowokację w kierownictwie Polskiej Partii Robotniczej. W 1955 został skazany na 10 lat więzienia za współpracę z gestapo i Abwehrą. W czerwcu 1956 został zrehabilitowany. Następnie otrzymał awans do stopnia pułkownika Ludowego Wojska Polskiego.